# NGC 7307
NGC 7307 este o galaxie situată în constelația Cocorul. A fost descoperită în 4 octombrie 1836 de către John Herschel. Se află la o distanță de 21,09 de megaparseci de Pământ.